# Munduate (manzana)
Munduate es el nombre de una variedad cultivar de manzano (Malus domestica). Esta manzana está cultivada en diversos viveros entre ellos algunos dedicados a conservación de árboles frutales en peligro de desaparición. La manzana 'Munduate' es originaria de el caserío "Munduate" en Olaberría Guipúzcoa, y actualmente se cultiva para la elaboración de sidra.

## Sinónimos
- "Manzana Munduate",[6][7][8]
- "Munduate Sagarra".

## Historia
'Munduate' es una variedad de manzana cultivada en Guipúzcoa, oriunda del caserío "Munduate" en Olaberría, está considerada incluida en las variedades locales autóctonas muy antiguas, cuyo cultivo se centraba en comarcas muy definidas. Se caracterizaban por su buena adaptación a sus ecosistemas y podrían tener interés genético en virtud de su adaptación. Estas se podían clasificar en dos subgrupos: de mesa y de sidra (aunque algunas tenían aptitud mixta). Es muy apreciada en la elaboración de sidra.
'Munduate' es una variedad mixta, clasificada como muy buena en la elaboración de sidra, también se utiliza en la cocina; difundido su cultivo en el pasado por los viveros comerciales y cuyo cultivo en la actualidad se ha reducido a huertos familiares, y muy apreciada en la elaboración de sidra, y en elaboraciones culinarias.

## Características
El manzano de la variedad 'Munduate' tiene un vigor alto; florece a inicios de mayo; tubo del cáliz en forma de embudo corto, y con los estambres situados en su mitad.
La variedad de manzana 'Munduate' tiene un fruto de tamaño más bien grande; forma redonda, muy bonita, y su contorno presenta una simetría; piel gruesa, dura, bastante cerosa; con color de fondo verde amarillento, siendo el color del sobre color rojo intenso algo estriado, importancia del sobre color alto, siendo su reparto chapa / rayas, presenta color rojo intenso con estrías de color rojo algo más intenso, y una sensibilidad al "russeting" (pardeamiento áspero superficial que presentan algunas variedades) débil; pedúnculo de tamaño normal y grueso, implantado recto, anchura de la cavidad peduncular grande, profundidad de la cavidad pedúncular es profunda, y con una  importancia del "russeting" en cavidad peduncular media en las paredes de la cavidad; anchura de la cavidad calicina media, profundidad de la cav. calicina media, y de la importancia del "russeting" en cavidad calicina débil; ojo pequeño y cerrado; sépalos triangulares en la base apretados.
Carne de color blanco. Textura dura pero no crujiente, de mucho zumo y regular aroma; sabor característico de la variedad, ácido-amargo; corazón de tamaño medio, desplazado. Eje abierto. Celdas arriñonadas, cartilaginosas de color verde claro. Semillas aristadas, puntiagudas, de tamaño medio, color marrón claro uniforme.
La manzana 'Munduate' tiene una época de maduración y recolección muy tardía en el otoño-invierno, se recolecta desde mediados de octubre de larga duración. Tiene uso mixto pues se usa como manzana de cocina, y también como manzana para la elaboración de sidra, buena manzana sidrera.